# Sandro Scheer
Sandro Scheer (* 1978 in Jena) ist ein deutscher Politiker (AfD). Er ist seit April 2025 Mitglied des Landtags von Baden-Württemberg.

## Leben
Scheer war kein Offizier bei der Bundeswehr, da ihm dazu die Eignung fehlte. Bis zu seinem Einzug in den Landtag war er als Referent eines Bundestagsabgeordneten tätig. Scheer betrieb einen Gebrauchtwagenhandel in Ebersbach a.d.Fils.
Scheer ist verheiratet, dreifacher Vater und lebt in Ebersbach an der Fils.

## Politik
Scheer ist Mitglied der AfD. Er ist Vorsitzender des AfD-Kreisverbandes Göppingen und Mitglied des Landesvorstands der AfD Baden-Württemberg. Seit 2024 ist er Mitglied des Gemeinderats von Ebersbach, des Kreistags des Landkreises Göppingen und der Regionalversammlung des Verbands Region Stuttgart.
Scheer stand in der Kritik, weil er mit einer angeblichen Doktorin als neues Mitglied der AfD Göppingen warb. Wie sich herausstellte, handelte es sich um ein von ihm mit KI generiertes Fakebild.
Bei der Landtagswahl in Baden-Württemberg 2021 kandidierte Scheer als Ersatzkandidat von Hans-Jürgen Goßner im Landtagswahlkreis Göppingen. Er rückte am 1. April 2025 für Goßner nach dessen Mandatsverzicht in den Landtag nach.

## Strafverfahren
Scheer musste sich 2019 wegen des Vorwurfs der üblen Nachrede vor dem Amtsgericht Esslingen am Neckar verantworten. Er hatte im April 2018 – kurz nach der Amokfahrt in Münster – auf Facebook ein Bild eines Mannes mit iranischen Wurzeln gepostet, das mit folgendem Text überschrieben war: „Das ist nun also Jens R. Deutscher. Ich erinnere mich noch sehr gut an Anis Amri. Da war auch mehrere Tage ein polnischer LKW Fahrer der Täter hätte man den Verantwortlichen geglaubt.“ Der Mann auf dem Bild hatte mit der Tat in Münster allerdings nichts zu tun. Scheer wurde im Prozess von Dubravko Mandic anwaltlich vertreten. Scheer wurde schließlich vom Richter mit Vorbehalt einer Geldstrafe verwarnt.